# Faringealización
Faringealización es una articulación secundaria de consonantes o vocales en la cual la faringe o epiglotis se constriñe durante la articulación del sonido.

## Símbolos AFI
En el alfabeto fonético internacional, la faringealización puede ser indicada por uno de dos métodos:
- Una tilde o raya oscilada a través de la letra indica la velarización o faringealización, como en [ɫ] (el equivalente faringealizado de [l]), o
- El símbolo ⟨ˤ⟩ (un superíndice de la fricativa faríngea sonora o la oclusiva glotal invertida) después de la letra indicando la consonante faringealizada, como en [tˤ] (el equivalente faringealizado de [t]).[1]

## Ocurrencias
El árabe y el siríaco utilizan la faringealización secundaria fonológica para las consonantes coronales enfáticas. El ubijé, una lengua caucásica del noroeste antiguamente hablada en Rusia y Turquía, utiliza la faringealización en 14 consonantes faringealizadas. El chilcotin tiene consonantes faringealizadas que desencadenan la faringealización de vocales. Muchas lenguas (por ejemplo el salishan, el sahaptian) en el área cultural de la Meseta de América del Norte también tienen procesos la faringealización desencadenadas por consonantes faríngeales o faringealizadas que afectan a las vocales.
La lengua joisána de Taa (o !Xóõ) tiene vocales faringealizadas que contrastan fonémicamente con vocales sonoras, murmuradas y epiglotalizadas. Esta función del !Xóõ está representada en su ortografía por una tilde debajo de la respectiva vocal faringealizada. En danés muchos de los fonemas vocálicos tienen cualidades faringealizadas distintas, y en las lenguas Tuu las vocales epiglotalizadas son fonémicas.
Para muchos idiomas, la faringealización se asocia generalmente más con articulaciones dentales de consonantes coronales de manera que la consonante velarizada tiende a ser dental o dentoalveolares mientras la contraparte tiende a ser retraída a una posición alveolar.

## Lecturas complementarias
- Ian Maddieson, Tipología y ocurrencia de faringeales y faringealizacion en el mundo. (en inglés)

- Datos: Q1500482